# Чечелево
Чечелево — село, Белецковский сельский совет, Кременчугский район, Полтавская область, Украина.
Код КОАТУУ — 5322480407. Население по переписи 2001 года составляло 1958 человек.

## Географическое положение
Село находится на правом берегу реки Днепр (Кременчугские плавни), выше по течению на расстоянии в 1,5 км расположено село Старая Белецкая, ниже по течению примыкает город Кременчуг. Через село проходят автомобильная дорога М-22 (E 577) и железная дорога, станция Малановка.

## История
В 1859 году во владельческой деревне Чечелева было 15 дворов где жило 118 человек

## Объекты социальной сферы
- Школа I—II ст.